# Lagoa do Mato
Lagoa do Mato es un distrito del municipio de Itatira, del estado de Ceará, Brasil.

## Características

### Iglesia
El distrito es famoso por su iglesia de Nossa Senhora do Carmo , patrimonio itatirense de la región. El 16 de julio se celebra la Festa da Nossa Senhora do Carmo y es uno de los principales acontecimientos culturales de la región, que atrae a miles de personas con sus lugares de interés religioso.

### Cultura
Desde as peças teatrais religiosas ou não, a dança , as festas juninas eo esporte são características da cultura lagoadomatense e também itatirense que vem se consagrando na região sertão central do estado do Ceará. Desde piezas teatrales religiosas, hasta la danza, las festas juninas y los deportes son características de la cultura lagoadomatense e itatirense que ha ido ganando terreno en la región interior del estado central de Ceará .

## Turismo

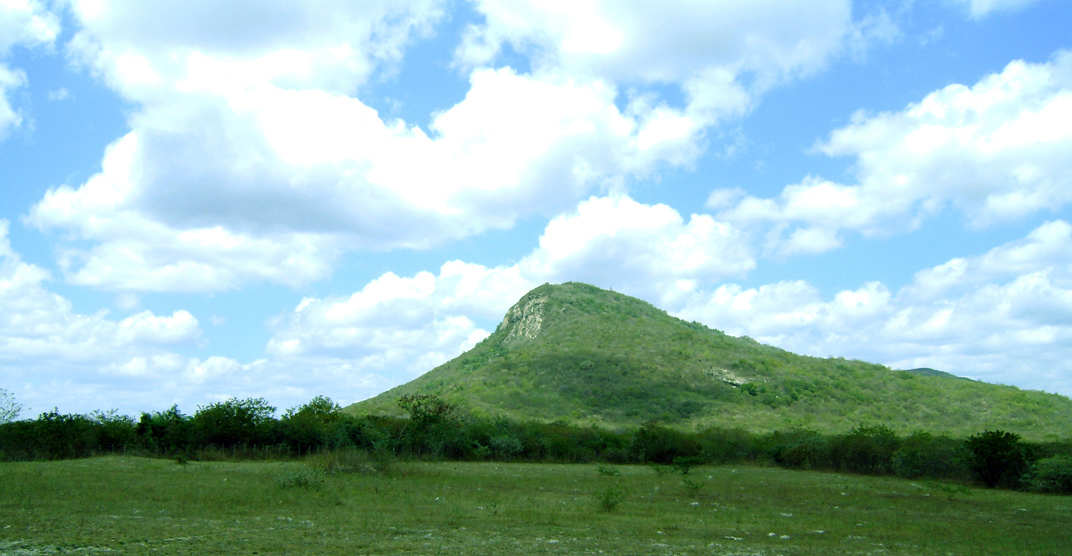
Serra de Boa Vista.

Una de las rutas turísticas más populares de la Lagoa do Mato es la Serra da Boa Vista, con aproximadamente 621 m de altura, 2.037 metros y 4,5 kilómetros de extensión, dada la montaña de los más famosos de la región.
- Datos: Q6472458
- Multimedia: Lagoa do Mato / Q6472458